# Gerponville
Gerponville ist eine französische Gemeinde mit 381 Einwohnern (Stand: 1. Januar 2022) im Département Seine-Maritime in der Region Normandie (vor 2016 Haute-Normandie). Sie gehört zum Arrondissement Le Havre und zum Kanton Fécamp (bis 2015 Valmont).

## Geographie
Gerponville liegt im Pays de Caux etwa 45 Kilometer ostnordöstlich von Le Havre und etwa zehn Kilometer südlich der Alabasterküste zum Ärmelkanal. Umgeben wird Gerponville von den Nachbargemeinden Theuville-aux-Maillots im Norden und Westen, Bertreville im Nordosten, Bertheauville im Osten, Ourville-en-Caux im Südosten, Riville im Süden sowie Valmont im Südwesten.

## Bevölkerungsentwicklung
| Jahr                      | 1962 | 1968 | 1975 | 1982 | 1990 | 1999 | 2006 | 2013 |
| Einwohner                 | 349  | 337  | 334  | 308  | 330  | 300  | 328  | 391  |
| Quelle: Cassini und INSEE |      |      |      |      |      |      |      |      |

## Sehenswürdigkeiten
- Kirche Notre-Dame aus dem 18. Jahrhundert

## Persönlichkeiten
- John Law (1671–1729), Bankier, zeitweilig Eigentümer des Schlosses von Gerponville